# Architecture des dzongs

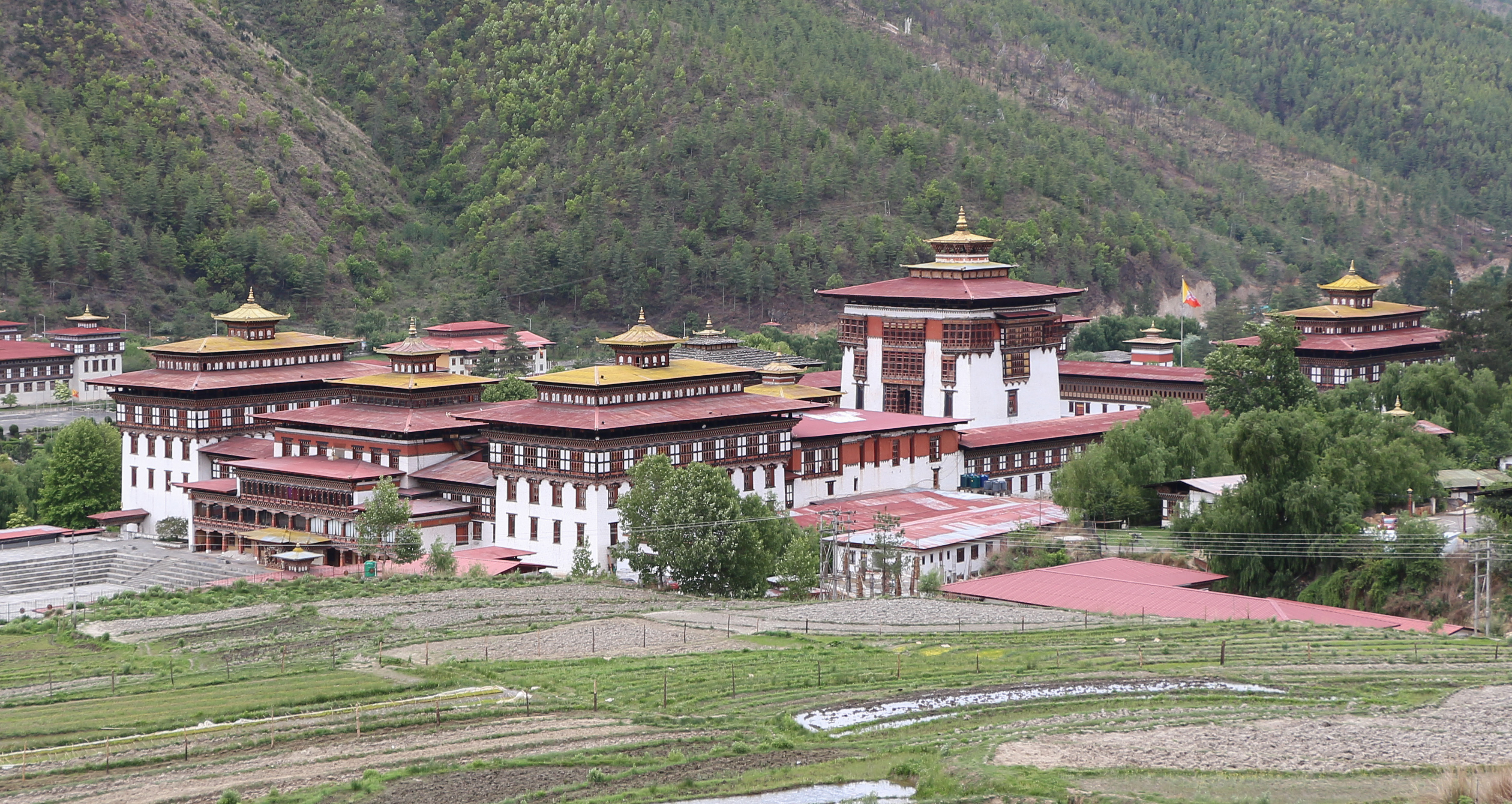
Tashichho dzong à Thimphou, Bhoutan

L'architecture des dzongs est un type distinctif d'architecture de monastère fortifié (Dzongkha : རྫོང , Wylie : rdzong , IPA : [tzʱoŋ˩˨]) que l'on trouve principalement au Bhoutan et au Tibet. L'architecture présente un style massif avec des murs extérieurs imposants et épais entourant un complexe de cours, de temples, de bureaux administratifs et de logements pour les moines,,.

## Caractéristiques
Les caractéristiques distinctives des dzongs sont :
- Des murs de brique et de pierre peints en blanc avec peu ou pas de fenêtres dans les parties inférieures du mur
- L'utilisation d'une bande ocre rouge près du haut des murs, parfois ponctuée de grands cercles dorés
- L'utilisation de toits évasés et étagés au sommet des temples
- Portes d'entrée massives en bois renforcées de structures de fer
- Cours intérieures et temples aux couleurs vives, agrémentées de motifs bouddhistes tels que des ashtamangalas ou des svastikas